# Mike Connors
Mike Connors (Fresno, California; 15 de agosto de 1925-Los Ángeles, California; 26 de enero de 2017) fue un actor estadounidense. Reconocido por interpretar al detective privado Joe Mannix en la serie de televisión de la CBS, Mannix, de 1967 a 1975. Este papel le valió un Globo de Oro en 1970, la primera de seis nominaciones consecutivas, así como cuatro nominaciones consecutivas al Emmy entre 1970 y 1973.

## Biografía
Nació en Fresno, California, como Krekor Ohanian, de ascendencia armenia. Su padre fue Krekor Ohanian (1881-1944) y su madre se llamaba Alice (1898-1978); ambos contrajeron matrimonio en 1930 y tuvieron tres hijos: Dorthy M., Arpesri A. y Krekor. Su padre era abogado y representaba a muchos armenios con escasos recursos que no hablaban inglés. Connors hablaba tres idiomas: armenio, inglés y francés. Connors era primo del cantante franco-armenio Charles Aznavour.
Connors era un ávido jugador de baloncesto en la preparatoria, apodado "Touch" por sus compañeros. Durante la Segunda Guerra Mundial, se alistó en las Fuerzas Aéreas del Ejército de los Estados Unidos. Después de la guerra, asistió a la Universidad de California en Los Ángeles con una beca de baloncesto y la Ley G.I. Bill, donde jugó bajo la dirección del entrenador John Wooden. Connors estudió derecho, donde se convirtió en abogado, siguiendo los pasos de su padre. Fue miembro de la fraternidad Phi Delta Theta.
Después de un partido de baloncesto, el entrenador Wilbur Johns presentó a Connors a su amigo, el director William A. Wellman, a quien le gustó la voz y el rostro expresivo de Connors mientras jugaba al baloncesto, y lo animó a considerar la actuación.  Fue considerado para el papel de Tarzán por la directora de casting Ruth Burch, quien le encontró un entrenador de actuación.
Después de que Connors se convirtiera en actor, su agente Henry Willson pensó que el nombre "Ohanian" era demasiado parecido al del actor George O'Hanlon y le dio el nombre artístico "Touch Connors", basado en su apodo en el baloncesto. Willson consideraba que "Connors" era un nombre típicamente estadounidense. Connors declaró más tarde que odió el nombre "desde el primer día" y que no haber usado su nombre real era el único gran arrepentimiento de su carrera. Tras conseguir el papel protagónico en ¡En la cuerda floja!, Connors quiso aparecer en los créditos como Ohanian, pero Columbia Pictures le dijo que ya había trabajado demasiado como Connors, aunque le permitieron cambiar su nombre de pila a Mike.

## Trayectoria
Empezó su carrera en los años 1950, haciendo papeles menores en películas y series de televisión.  Debutó como actor en un papel secundario junto a Joan Crawford y Jack Palance en el thriller Sudden Fear (1952). Inicialmente, el productor Joseph Kaufman lo había rechazado para una audición debido a su falta de experiencia, pero tras colarse en Republic Pictures y conocer al director David Miller, Connors tuvo la oportunidad de leer el guión y le ofrecieron el papel. Su primer largometraje fue Island in the Sky (1953) con John Wayne, seguida del wéstern clásico Cinco pistolas (1955), dirigido por Roger Corman. También actuó en la película bíblica The Ten Commandments (1956), de Cecil B. DeMille. Otros títulos importantes en su carrera fueron  The Oklahoma Woman (1956) y el western Stagecoach (1966), al igual que películas para la televisión como High Midnight (1979), donde interpretó a un policía corrupto, The Bureau (1981) y Hart to Hart Returns (1993).
Como actor invitado pasó por las series  Las aventuras de Jim Bowie (1955), Gunsmoke (1956), Revólver a la orden, Maverick (1957), Cheyenne (1958), Los intocables (1962), Perry Mason (1964), Historia policial (1977). En 1981 protagonizó la serie Today's FBI como Ben Slater, y en 1989 presentó del programa Crimes of the Century.

### Mannix
En 1959 Mike Connors ya protagonizó la serie de detectives Tightrope, pero fue otra serie la que lo llevaría posteriormente a la fama: en 1967 la cadena CBS lo contrata para interpretar al detective Joe Mannix en la serie televisiva Mannix acompañado por Joseph Campanella como su jefe Lou Wickersham. La serie se emitió entre 1967-1975, y fue todo un éxito que lo hizo famoso mundialmente: los otros protagonistas del programa eran Gail Fisher como su secretaria Peggy y Robert Reed como el teniente Adam Tobias. Mannix era un detective amante de los autos deportivos y que resolvía casos policiales intrigantes.
En 1970, Connors ganó el Globo de Oro al Mejor Actor en una Serie Dramática de Televisión. Fue nominado al Globo de Oro seis veces entre 1970 y 1975, y al Premio Primetime Emmy al Mejor Actor Principal en una Serie Dramática cuatro veces entre 1970 y 1973.

### Carrera posterior
Narró el documental de 1975 de J. Michael Hagopian, The Forgotten Genocide, uno de los primeros largometrajes sobre el genocidio armenio. El documental fue nominado a dos premios Emmy. En 1995, Connors narró otro documental armenio de Hagopian, Ararat Beckons.
En 1976, Connors interpretó a Karl Ohanian en la película para televisión El asesino que no moriría. Los productores y escritores Ivan Goff y Ben Roberts, que también fueron productores de Mannix, querían que el personaje tuviera el apellido real de Connors.  La película estaba destinada a ser el piloto de una nueva serie de ABC titulada Ohanian, sobre un ex detective de homicidios armenio-estadounidense que ahora es capitán de un barco de alquiler. Sin embargo, la serie no fue retomada.
Connors tuvo papeles en las películas de suspense Avalanche Express (1979) y Nightkill (1980).  Interpretó a un veterano de la agencia que asesora a un equipo de agentes en Today's FBI (1981-1982). La serie sólo duró una temporada. Connors protagonizó y produjo la película de terror independiente Too Scared to Scream (1985).
Interpretó al coronel Harrison "Hack" Peters en la miniserie de 1988 War and Remembrance. Connors presentó la serie de 1989 Crímenes del siglo. Prestó su voz al personaje Chipacles en la serie animada de Disney Hércules de 1998 a 1999.
La última aparición de Connors fue en un episodio de Two and a Half Men de 2007, como el interés amoroso de Evelyn Harper (Holland Taylor).

### Vida personal
Connors se casó con Mary Lou Willey el 10 de septiembre de 1949, cuando ambos eran estudiantes de UCLA. Tuvieron dos hijos, un hijo, Matthew Gunnar Ohanian, y una hija, Dana Lee Connors. A Matthew le diagnosticaron esquizofrenia a los 15 años. Matthew falleció antes que su padre, muriendo de insuficiencia cardíaca en 2007.  A través de su hija Dana, tuvo una nieta.
Después del diagnóstico de su hijo, Connors participó activamente en organizaciones benéficas para pacientes diagnosticados con trastornos mentales. Fue portavoz de la Alianza Nacional sobre Enfermedades Mentales. En 1998, el Comité del Centro de Imágenes Cerebrales de la Facultad de Medicina de UC Irvine otorgó a Connors el Premio Cinta de Plata por sus contribuciones.
Connors hizo un anuncio de servicio público para el Armenian Eye Care Project.
Connors era republicano. Respaldó a Ronald Reagan para presidente en 1980 y 1984 y respaldó a George Deukmejian para gobernador de California en 1982 y 1986 . [30]

### Muerte
Mike Connors murió en Tarzana, California, a la edad de 91 años el 26 de enero de 2017, una semana después de haber sido diagnosticado con leucemia.

## Filmografía
- 1952: Sudden Fear, como Junior Kearney
- 1953: The 49th Man, como el teniente Magrew
- 1953: Sky Commando, como el teniente Hobson Lee
- 1953: Island in the Sky, como Gainer
- 1954: Day of Triumph, como Andrew
- 1955: Swamp Women, como Bob Matthews
- 1955: Five Guns West, como Hale Clinton
- 1955: The Twinkle in God's Eye, como Lou
- 1955: Day the World Ended, como Tony Lamont
- 1956: Jaguar, como Marty Lang
- 1956: The Oklahoma Woman, como Tom Blake
- 1956: The Ten Commandments, como pastor amalequita
- 1956: Shake, Rattle & Rock!, como Garry Nelson
- 1957: Flesh and the Spur, como Stacy Tanner
- 1957: Voodoo Woman, como Ted Bronson
- 1958: Suicide Battalion, como el mayor Matt McCormack
- 1958: Live Fast, Die Young, como Rick
- 1960: The Dalton That Got Away, como Russ Dalton
- 1964: Panic Button, como Frank Pagano
- 1964: Good Neighbor Sam, como Howard Ebbets
- 1964: Where Love Has Gone, como el mayor Luke Miller
- 1965: Harlow, como Jack Harrison
- 1965: Situation Hopeless, como el sargento Lucky Finder
- 1966: Stagecoach, como Hatfield
- 1966: Se tutte le donne del mondo, como Kelly
- 1979: Avalanche Express, como Haller
- 1980: Nightkill, como Wendell Atwell
- 1985: Too Scared to Scream, como el teniente Alex Dinardo
- 1989: Fist Fighter, como Billy Vance
- 1993: Public Enemy #2
- 1994: Ciudad Baja (Downtown Heat), de Jesús Franco, como Steve
- 1995: Wild Bill: Hollywood Maverick, de Todd Robinson, como él mismo
- 1999: Gideon, como Harland Greer
- 2000: The Extreme Adventures of Super Dave (vídeo), como el abuelo Osborne
- 2003: Nobody Knows Anything!, como Joe Mannix

## Televisión
- 1956: Gunsmoke como Jim Bostick
- 1956: The Adventures of Jim Bowie como Rafe Bradford
- 1957: Maverick como el sheriff Barney Fillmore
- 1958: Cheyenne como Roy Simmons
- 1958: Lawman como Hal Daniels
- 1959: Bronco como Hurd Elliott
- 1959: Mike Hammer como Marti / Lou Torrey
- 1959: Tightrope (serie de televisión) como Nick Stone
- 1962: The Untouchables como Eddie O'Gara
- 1962: The Expendables (telefilm) como Mike
- 1964: Perry Mason como Joe Kelly
- 1967: Mannix (serie de televisión) como Joe Mannix
- 1973: Beg, Borrow or Steal (telefilm) como Vic Cummings
- 1976: The Killer Who Wouldn't Die (telefilm) como Karl Ohanian
- 1976: Revenge for a Rape (telefilm) como Travis Green
- 1978: Long Journey Back (telefilm) como Vic Casella
- 1979: High Midnight (telefilm) como el capitán Lou Mikalich
- 1979: The Death of Ocean View Park (telefilm) como Sam Jackson
- 1980: Casino (telefilm) como Nick
- 1981: The Bureau (telefilm) como Ben Slater
- 1981: The Love Boat como Mark Hayward / Sidney Sloan
- 1981: Today's FBI (serie de televisión) como Ben Slater
- 1984: Earthlings (telefilm) como el capitán Jim Adams
- 1989: Alfred Hitchcock Presents como Robert Logan
- 1989: Murder, She Wrote como Boyce Brown
- 1992: Armen and Bullik: (telefilm) como Joe Armen
- 1993: The Commish como James Hayden
- 1993: Hart to Hart Returns (telefilm) como Bill McDowell
- 1994: Burke's Law como Jack Duncan
- 1997: Diagnosis Murder como Joe Mannix
- 1997: James Dean: Race with Destiny (telefilm) como Jack Warner
- 1998: Hércules: The Legendary Journeys como Chipacles
- 1998: Walker, Texas Ranger como el juez Arthur McSpadden
- 2007: Two and a Half Men: invitado